# Giovanni Fusco
Giovanni Fusco (* 10. Oktober 1906 in Sant’Agata de’ Goti; † 31. Mai 1968 in Rom) war ein italienischer Komponist, Pianist, Dirigent und Regisseur.

## Leben
Fusco studierte Piano und diplomierte 1931 am Conservatorio di Pesaro in Komposition; elf Jahre später am Conservatorio Santa Cecilia in Rom als Dirigent.
Neben Konzerttätigkeiten arbeitete Fusco frühzeitig für die RAI und als Musiker für den Film, so 1943 bei Il fidanzato di mia moglie. Fusco komponierte zahlreiche Filmmusiken – zwischen 1936 und seinem Tod schuf er über 100 Soundtracks –, besorgte oftmals den Musikschnitt und wirkte als Musikhistoriker. 1963 inszenierte er unter dem Pseudonym Vasco Ugo Finni zwei Filmversionen lyrischer Opern, die in nur begrenztem Maße in italienischen Provinzkinos und zum Teil im Fernsehen gezeigt wurden.
Fuscos kompositorische Eigenheiten werden mit den Begriffen „Eklektizismus“, „Reduktion“, „musikalischer Aphorismus“, „semantisch-expressive Sparsamkeit“ und „Kontrapunkt“ beschrieben.

## Filmografie (Auswahl)
Regisseur
- 1963: L’occasione fa il ladro[3]
- 1963: L’ajo nell’imbarazzo[4]

Komponist
- 1948: Straßenreinigung (N. U.)
- 1950: Chronik einer Liebe (Cronaca di un amore)
- 1955: Die Freundinnen (Le amiche)
- 1957: Der Schrei (Il grido)
- 1958: Aphrodite – Göttin der Liebe (Afrodite, dea dell'amore)
- 1958: Professor Bantinis Flugmaschine (Avventura nell'arcipelago)
- 1959: Hiroshima, mon amour (Hiroshima mon amour)
- 1960: Die mit der Liebe spielen (L’avventura)
- 1960: Unschuld im Kreuzverhör (Il rossetto)
- 1961: Der Kampf um Troja (La guerra di Troia)
- 1961: Man nennt es Amore
- 1962: Liebe 1962 (L’eclisse)
- 1964: Die rote Wüste (Il deserto rosso)
- 1966: Der Krieg ist vorbei (La guerre est finie)
- 1968: Das Geschlecht der Engel (Il sesso degli angeli)
- 1968: Der Tag der Eule (Il giorno della civetta)
- 1969: Liebe und Zorn (Amore e rabbia)
- 1970: Das Geständnis (L’Aveu)